# Никитино (Шелковская волость)
Никитино — деревня в Великолукском районе Псковской области России. Входит в состав сельского поселения «Шелковская волость». 

## География
Расположена на севере района, в 38 км к северу от райцентра Великие Луки и в 2 км к югу от волостного центра, деревни Черпесса и в 0,5 км от посёлка Черпесса, на противоположном от него левом берегу реки Ловать.

## История
До 2014 года входила в состав сельского поселения «Черпесская волость». Законом Псковской области от 10 декабря 2014 года № 1465-ОЗ, были объединены муниципальные образования: «Черпесская волость», «Марьинская волость», «Букровская волость» и «Шелковская волость» в муниципальное образование «Шелковская волость» с административным центром в деревне Шелково.

## Население
Численность населения деревни по состоянию на 2000 год составила 11 жителей, на 2010 год — 8 жителей.